# ساتیار امامی
ساتیار امامی (زادهٔ ۱۳۵۴) عکاس خبری و مستندساز ایرانی است. امامی دبیر عکس روزنامه‌های کارگزاران همشهری و جام‌جم و مجلات نسیم هراز و همشهری ۲۴ بوده‌است. او در پی اعتراضات پس از انتخابات سال ۱۳۸۸ ایران بازداشت شد.

## شرح یک عکس

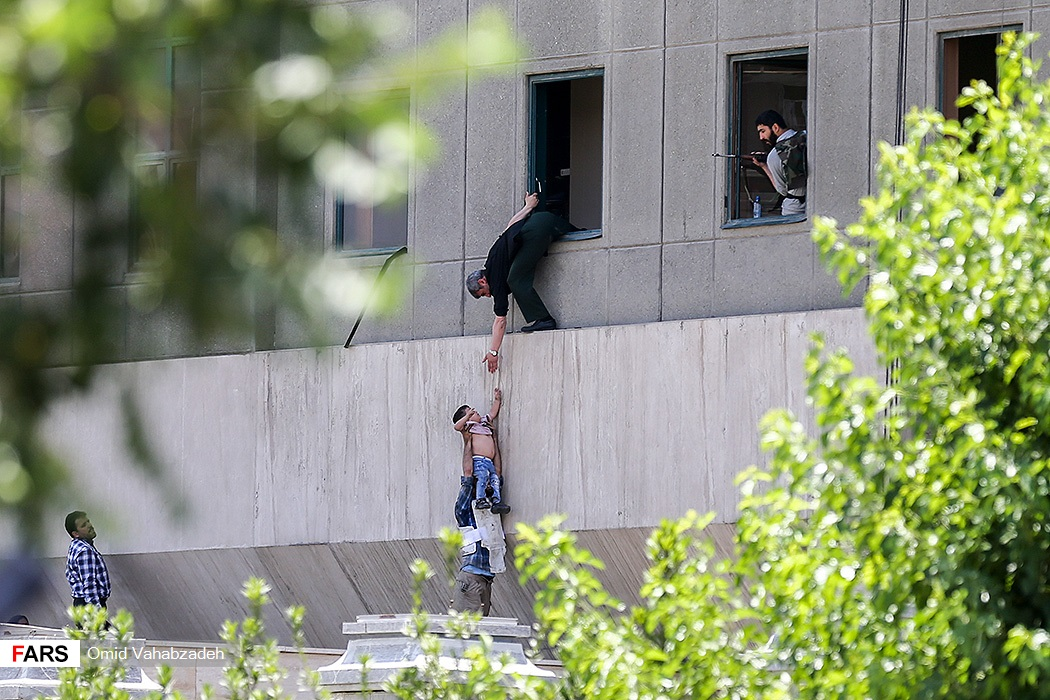
عکس امید وهاب‌زاده از «عماد»

ساتیار امامی سومین مستند خود با نام شرح یک عکس را در سال ۱۳۹۶ ساخت. این مستند که به عکس مشهور امید وهاب‌زاده از نجات کودکی به نام عماد در جریان حملات گروه دولت اسلامی عراق و شام به ساختمان مجلس شورای اسلامی و تأثیر این عکس بر زندگی این کودک می‌پردازد به فهرست نامزدهای بهترین فیلم مستند بلند یازدهمین دورهٔ جشنواهٔ سینماحقیقت راه یافت.

## عکس‌هایی از ساتیار امامی

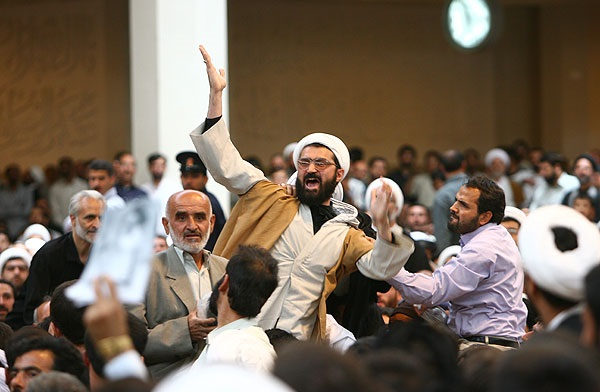
اعتراضات در سخنرانی هاشمی رفسنجانی در قم
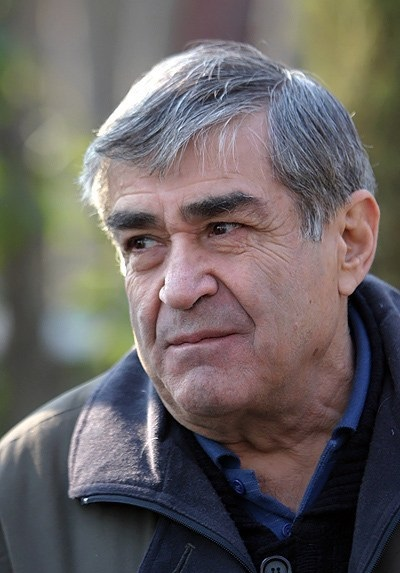
حمید سمندریان
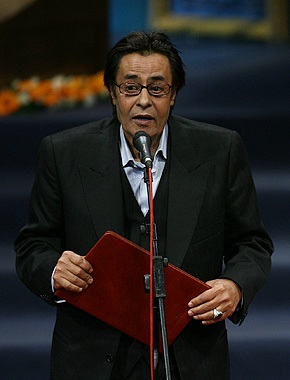
خسرو شکیبایی
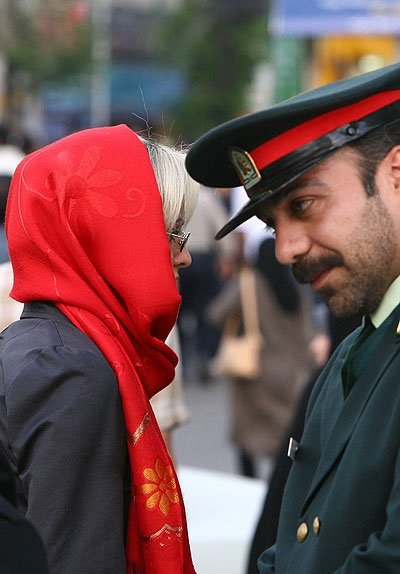
گشت ارشاد
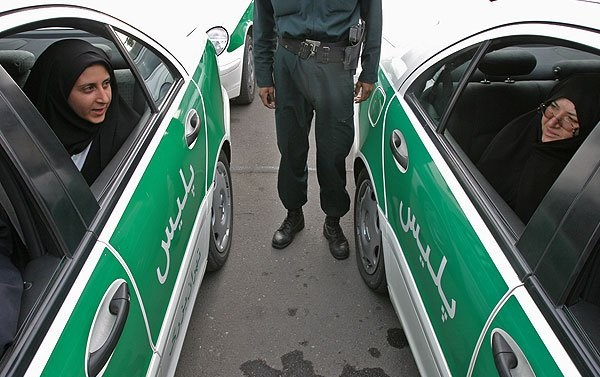
گشت ارشاد